# Buffy the Vampire Slayer (serie de televisión)
Buffy the Vampire Slayer (Buffy, cazavampiros en España y Buffy, la cazavampiros en Hispanoamérica) es una serie de televisión estadounidense creada por Joss Whedon. Se estrenó el 10 de marzo de 1997 en The WB y concluyó el 20 de mayo de 2003 en UPN. La narrativa de la serie sigue a Buffy Summers (interpretada por Sarah Michelle Gellar), la última en una línea de mujeres jóvenes conocidas como «Cazavampiros», o simplemente «Cazadoras». En la historia, las cazadoras son «llamadas» (elegidas por el destino) para luchar contra vampiros, demonios y otras fuerzas de la oscuridad. Siendo una mujer joven, Buffy quiere vivir una vida normal, pero a medida que avanza la serie, aprende a aceptar su destino. Al igual que las Cazadoras anteriores, Buffy recibe la ayuda de un vigilante, que la guía, le enseña y la entrena. A diferencia de sus predecesores, Buffy se rodea de un círculo de amigos leales que se conocen como la «Scooby Gang».
La serie recibió la aclamación crítica y popular que a menudo figuraba como una de las mejores series de televisión de todos los tiempos, y por lo general alcanzaba entre cuatro y seis millones de televidentes en emisiones originales. Aunque estas audiencias eran más bajas que los programas exitosos de las «cuatro grandes» cadenas (ABC, CBS, NBC, y Fox), fueron un éxito para The WB, relativamente nueva y más pequeña.
El éxito de la serie ha llevado a cientos de productos relacionados, incluidas novelas, cómics y videojuegos, y ha recibido atención del fandom (incluyendo películas hechas por fanáticos), parodias, y de los académicos, y ha influido en la dirección de otras series de televisión. La serie, así como su spin-off Angel, y sus extensiones, se han denominado colectivamente «Buffyverso». A partir de 2018, se está desarrollando un reinicio de la serie, con Monica Owusu-Breen como showrunner.

## Trama
| Temporada | Temporada | Episodios | Episodios | Emisión original         | Emisión original         | Emisión original |
| Temporada | Temporada | Episodios | Episodios | Primera emisión          | Última emisión           | Cadena           |
| --------- | --------- | --------- | --------- | ------------------------ | ------------------------ | ---------------- |
|           | 1         | 12        | 12        | 10 de marzo de 1997      | 2 de junio de 1997       | The WB           |
|           | 2         | 22        | 22        | 15 de septiembre de 1997 | 19 de mayo de 1998       | The WB           |
|           | 3         | 22        | 22        | 29 de septiembre de 1998 | 21 de septiembre de 1999 | The WB           |
|           | 4         | 22        | 22        | 5 de octubre de 1999     | 23 de mayo de 2000       | The WB           |
|           | 5         | 22        | 22        | 26 de septiembre de 2000 | 22 de mayo de 2001       | The WB           |
|           | 6         | 22        | 22        | 2 de octubre de 2001     | 21 de mayo de 2002       | UPN              |
|           | 7         | 22        | 22        | 24 de septiembre de 2002 | 20 de mayo de 2003       | UPN              |

La primera temporada ejemplifica el concepto de que «la escuela secundaria es el infierno». Buffy Summers acaba de mudarse a Sunnydale después de incendiar el gimnasio de su vieja escuela, y espera escapar de sus deberes de Cazadora. Sus planes se complican por Rupert Giles, su nuevo Vigilante, quien le recuerda la presencia ineludible del mal. Sunnydale High está construido encima de la Boca del infierno, un portal a dimensiones demoníacas que atrae fenómenos sobrenaturales al área. Buffy se hace amiga de dos compañeros de clase, Xander Harris y Willow Rosenberg, quienes la ayudan a luchar contra el mal a lo largo de la serie, pero primero deben evitar que El Maestro, un vampiro antiguo, y especialmente amenazante desde que abrió la Boca del infierno, se haga cargo de Sunnydale.
Las apuestas emocionales se plantean en la segunda temporada. Los vampiros Spike y Drusilla (debilitados por una muchedumbre en Praga, lo que implica su debilitante lesión) vienen a la ciudad junto con una nueva cazadora, Kendra Young, quien se activó como resultado de la breve muerte de Buffy en el final de la primera temporada. Xander se involucra con Cordelia, mientras que Willow se involucra con la brujería y Daniel «Oz» Osbourne, que es un hombre lobo. La relación romántica entre Buffy y Ángel se desarrolla en el transcurso de la temporada, pero después de tener relaciones sexuales, el alma de Ángel, que le fue dada por una maldición gitana en el pasado, se pierde, y él una vez más se convierte en Angelus, un asesino sádico. Kendra es asesinada por una Drusilla restaurada. Angelus atormenta a gran parte de la pandilla durante el resto de la temporada y asesina a varios inocentes y a la nueva novia de Giles, Jenny Calendar, una gitana que fue enviada para mantener la maldición de Ángel. Para evitar un apocalipsis, Buffy se ve obligada a desterrar a Angelus a una dimensión demoníaca momentos después de que Willow haya restaurado su alma. La dura experiencia deja a Buffy destrozada emocionalmente, y se va de Sunnydale.
Después de intentar comenzar una nueva vida en Los Ángeles, Buffy regresa a la ciudad en la tercera temporada. Ángel ha sido misteriosamente liberado de la dimensión demoníaca, pero está cerca de la locura debido al tormento que sufrió allí, y casi es llevado al suicidio por el Primer Mal. Él y Buffy se dan cuenta de que una relación entre ellos nunca puede suceder; y finalmente deja Sunnydale al final de la temporada. Un nuevo vigilante llamado Wesley se pone en el lugar de Giles cuando este último es despedido del Consejo de Vigilantes porque ha desarrollado un «amor paternal» por Buffy; y hacia el final de la temporada, Buffy anuncia que ya no trabajará para el Consejo. Al principio de la temporada, ella se encuentra con Faith, una nueva cazadora, quien se activó después de la muerte de Kendra. También se encuentra con el afable alcalde Richard Wilkins, quien secretamente tiene planes de «ascender» (convertirse en un demonio «puro») en el día de graduación de Sunnydale High. Aunque Faith inicialmente trabaja bien con Buffy, ella se vuelve cada vez más inestable después de matar accidentalmente a un humano y forma una relación con el alcalde, paternal pero manipulador a la vez, y finalmente cae en coma luego de una pelea con Buffy. Al final de la temporada, después de que el alcalde se convierta en un gran demonio parecido a una serpiente, Buffy y todos sus compañeros de clase, ya graduados, lo destruyen haciendo explotar Sunnydale High.
La cuarta temporada ve a Buffy y Willow inscribirse en la Universidad de California de Sunnydale, mientras que Xander trabaja como obrero de una construcción y comienza a tener una relación con Anya, una antigua demonio vengantiva. Spike regresa y es secuestrado por La Iniciativa, una instalación militar secreta ubicada debajo del campus de la Universidad de California de Sunnydale. Le implantan un microchip en la cabeza que lo castiga cada vez que intenta dañar a un humano. Establece una tregua con la pandilla y comienza a luchar a su lado, solo por la alegría de luchar, al enterarse de que todavía puede dañar a otros demonios. Oz se va de la ciudad después de darse cuenta de que es demasiado peligroso como hombre lobo, y Willow se enamora de Tara Maclay, otra bruja. Buffy comienza a salir con Riley Finn, un estudiante graduado y miembro de La Iniciativa. Aunque parece ser una operación antidemonio bien intencionada, los siniestros planes de La Iniciativa se revelan cuando Adam, un monstruo construido en secreto a partir de partes de humanos, demonios y maquinaria, escapa y comienza a causar estragos en la ciudad. Adam es destruido por un compuesto mágico de Buffy y sus tres amigos, y La Iniciativa se cierra.
Durante la quinta temporada, una hermana menor, Dawn, aparece de repente en la vida de Buffy; aunque es nueva en la serie, para los personajes es como si siempre hubiera estado allí. Buffy se enfrenta a Glory, una diosa infernal exiliada que está buscando una «Llave», la cual le permitirá regresar a su dimensión infiernal y en el proceso difuminar las líneas entre las dimensiones y desatar el infierno en la Tierra. Más tarde se descubre que los protectores de la Llave, la convirtieron en forma humana – Dawn – y al mismo tiempo implantan a todos con recuerdos falsos de ella. El Consejo de Vigilantes ayuda en la investigación de Buffy sobre Glory, y ella y Giles son reintegrados bajo sus propios términos. Riley se va temprano en la temporada después de darse cuenta de que Buffy no lo ama y se une a una operación militar de cacería de demonios. Spike, aún implantado con el chip de La Iniciativa, se da cuenta de que está enamorado de Buffy y cada vez más ayuda a la pandilla en su lucha. La madre de Buffy, Joyce, muere de un aneurisma cerebral, mientras que al final de la temporada, Xander le propone matrimonio a Anya. Glory finalmente descubre que Dawn es la llave y la secuestra. Para salvar a Dawn, Buffy sacrifica su propia vida sumergiéndose en el portal a la dimensión infernal y así la cierra con su muerte.
Al comienzo de la sexta temporada, Buffy ha estado muerta durante 147 días, pero los amigos de Buffy la resucitan a través de un poderoso hechizo, creyendo que la rescataron de una dimensión infernal. Buffy regresa en una profunda depresión, explicando (varios episodios más tarde) que ella había estado en el cielo y está devastada por ser devuelta a la Tierra. Giles regresa a Inglaterra porque ha llegado a la conclusión de que Buffy se ha vuelto demasiado dependiente de él, mientras que Buffy toma un trabajo en un local de comida rápida para mantenerse a sí misma y a Dawn, y desarrolla una relación secreta y mutuamente abusiva con Spike. Dawn sufre de cleptomanía y sentimientos de sentirse aislada y sola, Xander deja a Anya en el altar (después de lo cual se convierte nuevamente en un demonio vengativo), y Willow se vuelve adicta a la magia, causando que Tara la abandone temporalmente. También comienzan a lidiar con El Trio, un grupo de nerds dirigido por Warren Mears, que utilizan su dominio de la tecnología y la magia para intentar matar a Buffy y hacerse cargo de Sunnydale. Warren se muestra como el único villano competente del grupo y, después de que Buffy frustra sus planes varias veces y el Trío se separa, se desquicia y ataca a Buffy con un arma, matando accidentalmente a Tara en el proceso. Esto hace que Willow descienda a una oscuridad nihilista y desate todos sus poderes mágicos oscuros, matando a Warren e intentando matar a sus amigos. Giles vuelve para enfrentarla en la batalla y la infunde con magia ligera, aprovechando su humanidad restante. Esto abruma a Willow con culpa y dolor, con lo que intenta destruir el mundo para terminar con el sufrimiento de todos, aunque finalmente le permite a Xander alcanzar su dolor y terminar con su alboroto. Al final de la temporada, después de perder el control e intentar violar a Buffy, Spike deja Sunnydale y viaja a ver a un demonio y le pide que lo «devuelva a lo que solía ser» para que pueda «darle a Buffy lo que merece». Después de que Spike pasa una serie de pruebas brutales, el demonio restaura su alma.
Durante la séptima temporada, se revela que la segunda resurrección de Buffy provocó una inestabilidad que está permitiendo que El Primer Mal comience a inclinar la balanza entre el bien y el mal. Comienza cazando y matando cazadoras potenciales inactivos, y pronto levanta un ejército de antiguos y poderosos vampiros Turok-Han. Después de que se destruye el Consejo de Vigilantes, un número de Cazadoras Potenciales (algunos traídos por Giles) se refugian en la casa de Buffy. Faith regresa para ayudar a luchar contra The First Evil, y el nuevo director de Sunnydale High School, Robin Wood, también se une a la causa. Los vampiros Turok-Han y un predicador siniestro y, misógino conocido como Caleb comienzan a causar estragos en la pandilla. A medida que Hellmouth se vuelve más activa, casi toda la población de Sunnydale – humanos y demonios – huyen. En el final de la serie, Buffy mata a Caleb, y Ángel regresa a Sunnydale con un amuleto, que Buffy le da a Spike; la pandilla luego rodea la Boca del Infierno y las potenciales cazadoras descienden a su caverna, mientras que Willow lanza un hechizo que activa los poderes de todas las cazadoras. Anya muere en la lucha, al igual que algunas de las nuevas cazadoras. El amuleto de Spike canaliza el poder del sol para destruir la Boca del Infierno y todos los vampiros dentro de él, incluido él mismo. El colapso de la caverna crea un cráter que se traga todo Sunnydale, mientras que los sobrevivientes de la batalla escapan en un autobús escolar. En la escena final, mientras los sobrevivientes exploran el cráter, Dawn pregunta: «¿Qué vamos a hacer ahora?» Buffy lentamente comienza a sonreír enigmáticamente mientras contempla el futuro que tiene por delante, terminando la serie con una nota de esperanza.

## Elenco y personajes

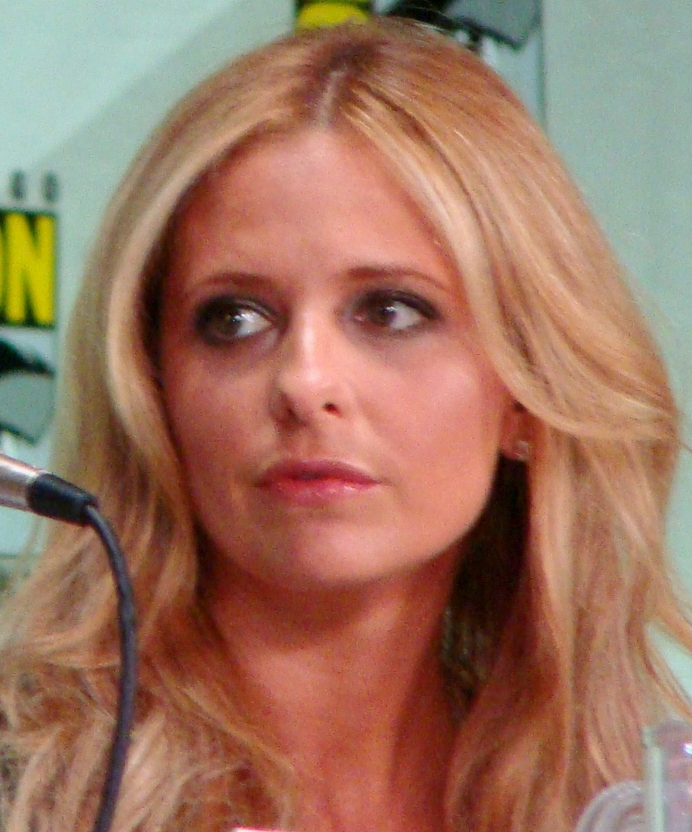
Sarah Michelle Gellar, intérprete de Buffy

Buffy Summers (interpretada por Sarah Michelle Gellar) es la «Cazadora», una de una larga lista de mujeres jóvenes elegidas por el destino para luchar contra las fuerzas del mal. Esta llamada mística le otorga poderes que aumentan drásticamente la fuerza física, la resistencia, la agilidad, la curación acelerada, la intuición y un grado limitado de clarividencia, generalmente en forma de sueños proféticos. Ella ha regresado de la muerte dos veces y es conocida como un héroe reacio que quiere vivir una vida normal. Sin embargo, ella aprende a abrazar su destino como la asesina de vampiros.
Buffy recibe orientación de su Vigilante, Rupert Giles (Anthony Stewart Head). Raramente referido por su primer nombre (más tarde se revela que en sus días más jóvenes malgastados pasó por «Ripper»), es miembro del Consejo de Vigilantes, cuyo trabajo es entrenar y guiar a las Cazadoras. Giles investiga las criaturas sobrenaturales que Buffy debe enfrentar, ofrece información sobre sus orígenes y consejos sobre cómo vencerlos, y la ayuda a mantenerse en forma para luchar.
Buffy también recibe ayuda de amigos que conoce en Sunnydale High: Willow Rosenberg (Alyson Hannigan) y Xander Harris (Nicholas Brendon). Willow es originalmente  tímida, y sobresale en la academia, proporcionando un contraste con la personalidad extrovertida de Buffy y su historial educativo menos que estelar. Comparten el aislamiento social que conlleva el hecho de ser diferentes, y especialmente el ser mujeres jóvenes excepcionales. A medida que la serie avanza, Willow se convierte en un personaje más asertivo y una bruja poderosa, y se revela como lesbiana. En contraste, Xander, sin habilidades sobrenaturales pero muy atlético, proporciona alivio cómico y una perspectiva fundamentada. Es Xander quien a menudo proporciona el corazón a la serie, y en la sexta temporada, se convierte en el héroe en lugar de Buffy, quien derrota al «Big Bad». Buffy y Willow son los únicos personajes que aparecen en los 144 episodios; Xander falta en uno solo.
El elenco de personajes creció a lo largo de la serie. Buffy llega por primera vez a Sunnydale con su madre, Joyce Summers (interpretada por Kristine Sutherland), que funciona como un ancla de la normalidad en las vidas de las Summers, incluso después de que ella se entera del papel de Buffy en el mundo sobrenatural («Becoming, Part Two»). La hermana menor de Buffy, Dawn Summers (Michelle Trachtenberg), se presenta en la quinta temporada («Buffy vs. Dracula»). Un vampiro torturado con un alma a cambio de acciones horribles cometidas en el pasado a muchos, incluida una joven gitana y su familia, Ángel (interpretado por David Boreanaz), es el interés amoroso de Buffy durante las primeras tres temporadas. Deja a Buffy porque cree que no es lo suficientemente bueno para ella. Continúa para reparar sus pecados y buscar la redención en su propio spin-off, Angel. Hace varias apariciones como invitado en las temporadas restantes, incluido el último episodio.
En Sunnydale High, Buffy conoce a otros estudiantes, además de Willow y Xander, dispuestos a unirse a su lucha por el bien, un grupo informal finalmente nombrados «Scooby Gang» o «Scoobies». Cordelia Chase (Charisma Carpenter), una animadora arquetípica y superficial, se involucra a regañadientes. Daniel «Oz» Osbourne (Seth Green), un compañero de estudios, guitarrista de rock y hombre lobo, se une al grupo a través de su relación con Willow. Jenny Calendar (Robia LaMorte), la profesora de Ciencias de la Computación de Sunnydale se une al grupo después de ayudar a destruir a un demonio atrapado en el ciberespacio durante la temporada 1. Más tarde, se convierte en el interés amoroso de Giles. Anya (Emma Caulfield), una ex demonio vengativa (Anyanka) quien se especializó en vengar a las mujeres despechadas, se convierte en amante de Xander después de perder sus poderes y se une al grupo en la cuarta temporada.
En el último año de Buffy en la escuela secundaria, ella conoce a Faith (Eliza Dushku), la otra Cazadora actual, que fue «convocada» cuando la Cazadora Kendra Young (Bianca Lawson) fue asesinada por la vampiro Drusilla (Juliet Landau), en la segunda temporada. Aunque Faith inicialmente pelea con Buffy y el resto del grupo, viene a enfrentarse a ellos y se alía con el alcalde Richard Wilkins (Harry Groener) luego de matar accidentalmente a un humano en la tercera temporada. Reaparece brevemente en la cuarta temporada, buscando venganza, y se traslada a Ángel, donde ella voluntariamente va a la cárcel por sus asesinatos. Faith reaparece en la séptima temporada de Buffy, después de haber ayudado a Ángel y su equipo, y lucha junto a Buffy contra The First Evil / El Primero.

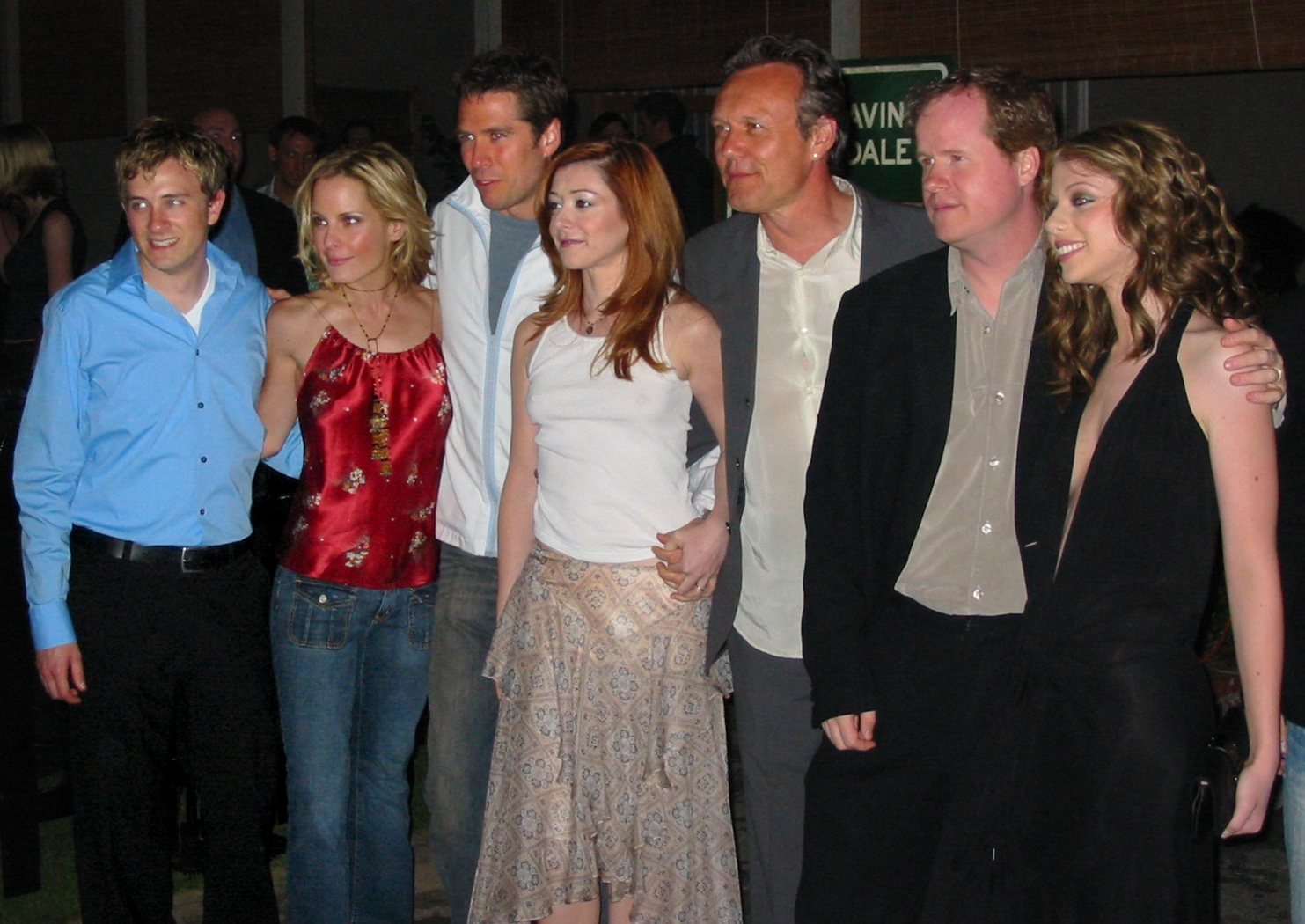
Parte del elenco de Buffy la Cazavampiros

Buffy reúne a otros aliados: Spike (James Marsters), un vampiro, es un viejo compañero de Angelus (Ángel) y uno de los principales enemigos de Buffy en las primeras temporadas, aunque más tarde se convierten en aliados y amantes. Al final de la sexta temporada, Spike recupera su alma. Spike es conocido por su cabello rubio peróxido estilo  Billy Idol y su abrigo de cuero negro, robado de una Cazadora anterior, Nikki Wood; su hijo, Robin Wood (D. B. Woodside), se unió al grupo en la temporada final. Tara Maclay (Amber Benson) es un miembro del grupo Wicca de Willow durante la cuarta temporada, y su amistad finalmente se convierte en una relación romántica. Buffy se involucra personal y profesionalmente con Riley Finn (Marc Blucas), un operativo militar en «la Iniciativa», que caza demonios utilizando la ciencia y la tecnología. La temporada final ve al geek aspirante a villano Andrew Wells (Tom Lenk) unirse a los Scoobies después de ser inicialmente su cautivo / rehén; el grupo lo considera más una molestia que un aliado
Buffy presentó docenas de personajes recurrentes, tanto mayores como menores. Por ejemplo, el personaje de «Big Bad» (villano) se presentaron durante al menos una temporada (por ejemplo, Glory es un personaje que apareció en 12 episodios, que abarcan gran parte de la temporada cinco). De manera similar, los personajes que se aliaron al grupo y los personajes que asistieron a las mismas instituciones a veces aparecieron en múltiples episodios.

## Producción

### Orígenes

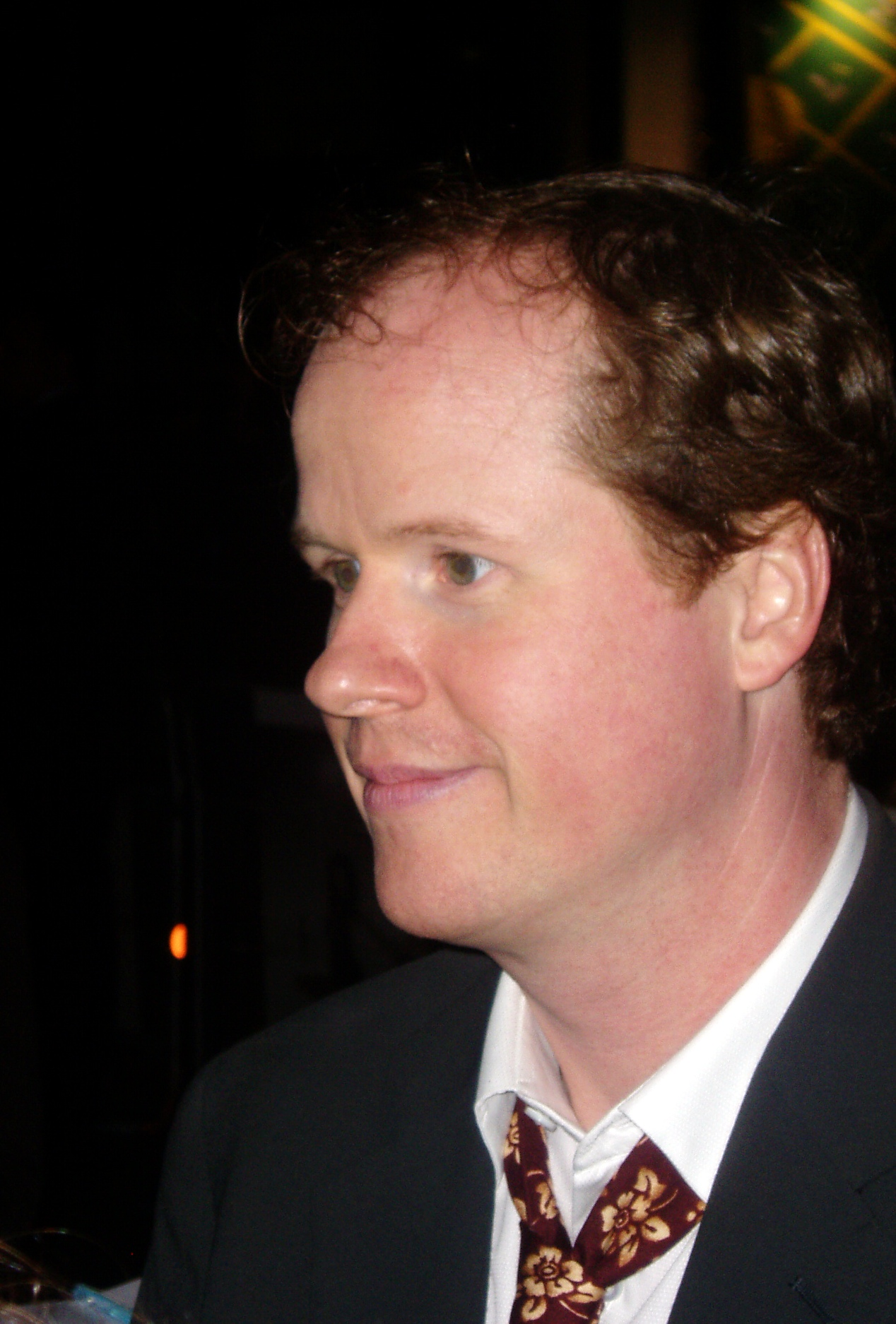
El creador de Buffy, Joss Whedon, también se desempeñó como productor ejecutivo, director de fotografía y director de la serie.

El guionista Joss Whedon dice que «Rhonda, la camarera inmortal» fue realmente la primera encarnación del concepto de Buffy, «la idea de una mujer que parece ser completamente insignificante, pero resulta ser extraordinaria». Esta idea temprana, no producida evolucionó en Buffy, que Whedon desarrolló para invertir la fórmula de Hollywood de «la chica rubia que entra en un callejón oscuro y es asesinada en todas las películas de terror». Whedon quería «subvertir esa idea y crear a alguien que fuera un héroe". Él explicó, «La primera declaración de misión de la serie fue la alegría del poder femenino: tenerlo, usarlo, compartirlo».
La idea fue visitada por primera vez a través del guion de Whedon para la película de 1992 Buffy the Vampire Slayer, que presentó a Kristy Swanson en el papel principal. El director, Fran Rubel Kuzui, lo vio como una «comedia de cultura pop sobre lo que la gente piensa sobre los vampiros». Whedon no estuvo de acuerdo: «Había escrito esta película de miedo sobre una mujer empoderada, y la convirtieron en una comedia. Fue aplastante». El guion fue elogiado dentro de la industria, pero la película no lo fue.
Varios años después, Gail Berman (más tarde una ejecutiva de Fox, pero en ese momento presidente y CEO de la productora Sandollar Productions Television, propietaria de los derechos televisivos de la película) se acercó a Whedon para desarrollar su concepto de Buffy en una serie de televisión. Whedon explicó que «Ellos dijeron, '¿Quieres hacer un show?' Y pensé, 'La escuela secundaria es una película de terror.' Y así la metáfora se convirtió en el concepto central detrás de Buffy, y así fue como lo vendí». Los elementos sobrenaturales de la serie se mantuvieron como metáforas de las ansiedades personales asociadas con la adolescencia y la adultez joven. Al principio de su desarrollo, la serie iba a ser simplemente titulada Slayer. Whedon pasó a escribir y en parte a financiar un piloto no emitido de 25 minutos que se mostró a varias cadenas y finalmente se vendió a The WB. Este último promovió el estreno con una serie de clips de History of the Slayer, y el primer episodio se emitió el 10 de marzo de 1997. Whedon declaró en junio de 2003 que el piloto no emitido no se incluiría en los DVD de la serie «Mientras haya fuerza en estos huesos».

### Productores ejecutivos
Joss Whedon fue acreditado como productor ejecutivo durante toda la serie, y durante las primeras cinco temporadas (1997–2001) fue también el showrunner, supervisando la escritura y todos los aspectos de la producción. Marti Noxon asumió el papel para las temporadas seis y siete (2001–2003), pero Whedon continuó involucrado en la escritura y dirección de Buffy junto a proyectos como Angel, Fray, y Firefly. Fran Rubel Kuzui y su esposo, Kaz Kuzui, fueron acreditados como productores ejecutivos pero no participaron en la serie. Su crédito, derechos y regalías sobre la franquicia se relacionan con su financiación, producción y dirección de la versión original de Buffy.

### Redacción
La escritura de guiones fue hecha por Mutant Enemy Productions, una productora creada por Whedon en 1997. Los escritores con más créditos de escritura son Joss Whedon, Steven S. DeKnight, Jane Espenson, David Fury, Drew Goddard, Drew Greenberg, David Greenwalt, Rebecca Rand Kirshner, Marti Noxon y Doug Petrie. Otros autores con créditos de escritura incluyen a Dean Batali, Carl Ellsworth, Tracey Forbes, Ashley Gable, Howard Gordon, Diego Gutiérrez, Elin Hampton, Rob Des Hotel, Matt Kiene, Ty King, Thomas A. Swyden, Joe Reinkemeyer, Dana Reston y Dan Vebber.
Jane Espenson ha explicado cómo se unieron los guiones. Primero, los escritores hablaron sobre los problemas emocionales que enfrenta Buffy Summers y cómo los enfrentaría a través de su batalla contra las fuerzas sobrenaturales malévolas. Luego, la historia del episodio se «rompió» en actos y escenas. Las pausas para actuar se diseñaron como momentos clave para intrigar a los espectadores a fin de que se quedaran con el episodio posterior al corte comercial. Los guionistas llenaron colectivamente escenas que rodean estos descansos para una historia más desarrollada. Una pizarra blanca marcó su progreso al mapear descripciones breves de cada escena. Una vez que se «rompió», el autor acreditado escribió un esquema para el episodio, que fue verificado por Whedon o Noxon. Luego, el guionista escribe un guion completo, que pasa por una serie de borradores, y finalmente una reescritura rápida por el showrunner de la serie. El último artículo fue utilizado como guion de rodaje.

### Inspiraciones y metáforas
Durante el primer año de la serie, Whedon describió a la serie como «My So-Called Life se encuentra con The X-Files». My So-Called Life dio una descripción simpática de las ansiedades de los adolescentes, en contraste, The X-Files entregó una historia sobrenatural del «monstruo de la semana». Junto a estas series, Whedon ha citado la película de culto Night of the Comet como una «gran influencia», y acreditó al personaje de X-Men Kitty Pryde como una influencia significativa sobre el personaje de Buffy. Los autores de la guía no oficial Dusted señalan que la serie era a menudo un pastiche, tomando prestados elementos de novelas de terror, películas y cuentos anteriores, y de un acervo literario tan común como el folclore y la mitología. Nevitt y Smith describen el uso que hace Buffy del pastiche como «gótico post-moderno». Por ejemplo, el personaje de Adam es paralelo al monstruo de Frankenstein, el episodio «Bad Eggs» es paralelo a Invasion of the Body Snatchers, «Out of Mind, Out of Sight» es paralelo a El hombre invisible,  y así sucesivamente.
Los episodios de Buffy a menudo incluyen un significado más profundo o metáfora también. Whedon explicó, «Pensamos con mucho cuidado sobre lo que estamos tratando de decir emocional, política e incluso filosóficamente mientras lo escribimos... en realidad, además de ser un fenómeno de cultura pop, algo que está profundamente fragmentado textualmente episodio por episodio». Los académicos Wilcox y Lavery proporcionan ejemplos de cómo algunos episodios se ocupan de cuestiones de la vida real convertidas en metáforas sobrenaturales:

En el mundo de Buffy los problemas que enfrentan los adolescentes se convierten en monstruos literales. Una madre puede hacerse cargo de la vida de su hija («Witch»); un estricto padrastro es una máquina sin corazón («Ted»); una joven lesbiana teme que su naturaleza sea demoníaca («Goodbye Iowa» y «Family»); una chica que tiene relaciones sexuales incluso con el tipo más simpático puede descubrir que luego se convierte en un monstruo («Innocence»).

La historia de amor entre el vampiro Ángel y Buffy estaba llena de metáforas. Por ejemplo, su noche de pasión le costó al vampiro su alma. Sarah Michelle Gellar dijo: «Esa es la última metáfora. Te acuestas con un chico y él se vuelve malo contigo».
Buffy lucha durante toda la serie con su vocación como cazadora y la pérdida de libertad que esto conlleva, sacrificando con frecuencia las experiencias de adolescentes para sus deberes de cazadora. Sus dificultades y eventuales realizaciones de empoderamiento son reflejos de varias dicotomías que enfrentan las mujeres modernas y hacen eco de las cuestiones feministas dentro de la sociedad.
En el episodio «Becoming (Part 2)», cuando Joyce descubre que Buffy es una cazadora, su reacción tiene fuertes ecos de que un padre descubra que su hijo es homosexual, incluida la negación, sugiriendo que trate de «no ser una cazadora», y finalmente echando a Buffy fuera de la casa.

### Secuencia de apertura
La secuencia de apertura de Buffy proporciona créditos al comienzo de cada episodio, con la música acompañante interpretada por la banda de rock californiana, Nerf Herder. En el comentario del DVD del  primer episodio de Buffy, Whedon dijo que su decisión de ir con el tema de Nerf Herder fue influenciada por Hannigan, quien lo había instado a escuchar la música de la banda. Janet Halfyard, en su ensayo «Música, género e identidad en Buffy the Vampire Slayer y Angel», describe la apertura:

En primer lugar [...] tenemos el sonido de un órgano, acompañado por un aullido de lobo, con una imagen visual de un cielo nocturno parpadeante cubierto con un guion arcaico ininteligible: las asociaciones con la era del cine mudo y películas como Nosferatu, eine Symphonie des Grauens y con las convenciones de Hammer House of Horror y el horror en general son inconfundibles.

Pero el tema cambia rápidamente: «Se retira de la esfera de los años 60 y 70 del horror al reproducir el mismo motivo, el órgano ahora suplantado por una guitarra eléctrica con rasgueos agresivos, reubicándose en la cultura juvenil moderna». Halfyard describe las secuencias, en las que se representa la acción y la turbulencia de la adolescencia, como el contenido visual de los créditos iniciales, y que proporcionan un giro posmoderno al género de terror.

## Spin-offs

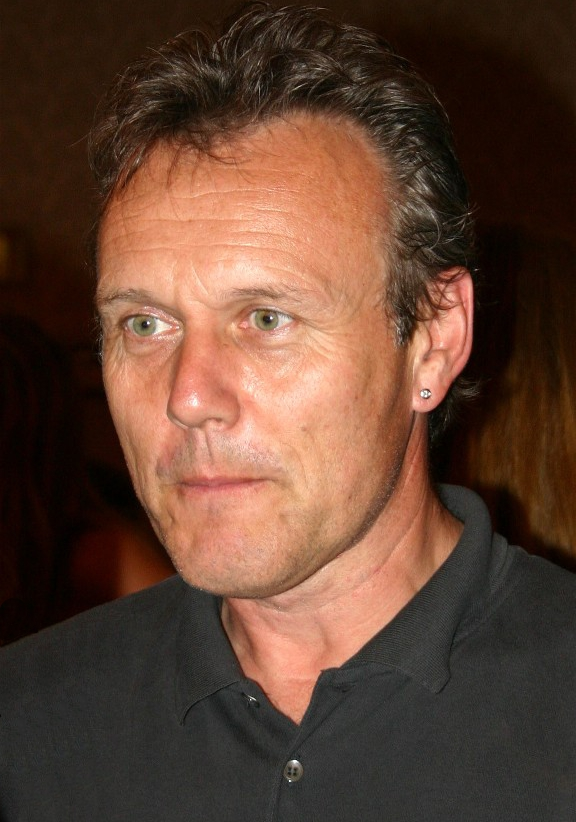
Ripper fue una serie de televisión basada en el personaje Rupert Giles interpretado por Anthony Stewart Head.

Buffy ha inspirado una variedad de trabajos oficiales y no oficiales, que incluyen series de televisión, libros, cómics, juegos y podcasts. Esta expansión de la serie fomentó el uso del término «Buffyverso» para describir el universo ficticio en el que Buffy y las historias relacionadas tienen lugar.
La franquicia ha inspirado figuras de acción y de mercancías de Buffy, tales como revistas oficiales de Buffy/Angel.

### Continuaciones
La trama se continuó en una serie de cómics producidos por Joss Whedon y publicados por Dark Horse Comics, que sirven como una continuación canónica de la serie de televisión. La serie, que comenzó en 2007 con Buffy the Vampire Slayer Season Eight, seguida de Buffy the Vampire Slayer Season Nine en 2011, Buffy the Vampire Slayer Season Ten en 2014, Buffy the Vampire Slayer Season Eleven en 2016, y Buffy the Vampire Slayer Season Twelve en 2018, que fue la última temporada de la serie de cómics.
Joss Whedon estaba interesado en una continuación de la película en 1998, pero tal película aún no se ha materializado.

#### Serie futura
En julio de 2018, 20th Century Fox Television comenzó su desarrollo en un reinicio televisivo de la serie. Monica Owusu-Breen se desempeñará como showrunner y ha estado trabajando en el guion con Whedon, quien será productor ejecutivo. Las noticias de la participación de Whedon se consideran tranquilizadoras para los fanáticos, aunque no está claro el alcance de su participación; varios otros de la serie original están involucrados, incluyendo a Gail Berman, Fran Kuzui, y Kaz Kuzui. Según fuentes anónimas que hablaron con The Hollywood Reporter y Deadline Hollywood, los productores quieren que la nueva serie sea «ricamente diversa ... [y] algunos aspectos de la serie podrían verse como metáforas para los problemas que enfrenta la sociedad actual» – similar a la forma en que describe Gellar la serie original como la «metáfora definitiva» para hacer frente a la adolescencia.  La intención de los productores «es que la nueva cazadora sea afroamericana», un ejemplo de la diversidad que desean describir. El informe de Deadline Hollywood advirtió que «el proyecto todavía está en etapas incipientes sin guion, y muchos detalles todavía están en proceso».
En el momento del vigésimo aniversario de Buffy' en 2017, Whedon expresó su temor a los reinicios, comentando que cuando «algo [es traído] de vuelta, e incluso si es exactamente tan bueno como lo fue, la experiencia no puede ser. Ya lo has experimentado, y parte de lo que fue genial fue atravesarlo por primera vez. Tienes que cumplir con las expectativas y ajustarlo para el clima, lo cual no es fácil [hacerlo]». Se han expresado inquietudes similares sobre la decisión de reiniciar la serie, en lugar de revivirla o ampliar aún más el Buffyverso. Informan que la actriz principal negra debe asumir el papel icónico de Buffy, en lugar de tener un nuevo personaje o cazadora ya creada, se han encontrado preguntas e inquietudes.  Vox notó que «la serie original ya tenía múltiples personajes de color que podrían incluir un reinicio 'inclusivo' – incluido la cazadora de raza negra, Kendra, y la 'Primera Cazadora'» – dejando a los fanáticos preguntándose «por qué Buffy tiene que cambiar su raza, cuando simplemente podría centrarse en un personaje diferente». Un mensaje de Twitter publicado por Owusu-Breen el 26 de julio de 2018 fue interpretado por los medios de comunicación como una indicación de que la nueva serie no replantearía el papel de Buffy y en su lugar se centraría en una nueva cazadora.
En febrero de 2025, Variety informó de que una serie secuela de Buffy estaba a punto de recibir una orden de piloto en Hulu sin la participación de Whedon. Gellar retomaría su papel y actuaría como productora ejecutiva junto a Gail Berman, Fran Kuzui, Kaz Kuzui, y Parton. Chloé Zhao fue nombrada directora del piloto, con Nora y Lilla Zuckerman como guionistas. La nueva serie contaría con una nueva Cazadora como protagonista principal, mientras que Buffy Summers aparecería en un papel recurrente.

### Ángel
El spin-off Angel se presentó en octubre de 1999, al inicio de la cuarta temporada de Buffy. La serie también fue creada por Joss Whedon en colaboración con David Greenwalt. Al igual que Buffy, fue producida por la productora Mutant Enemy. A veces, se desempeñó mejor en los  Nielsen ratings que Buffy.
La serie recibió un tono más oscuro, centrándose en las pruebas en curso de Ángel en Los Ángeles. Su personaje es atormentado por la culpa después del regreso de su alma, castigo por más de un siglo de asesinato y tortura. Durante las primeras cuatro temporadas de la serie, trabaja como detective privado en una versión ficticia de Los Ángeles, California, donde él y sus compañeros trabajan para «ayudar a los desamparados», para restaurar la fe y «salvar las almas» de aquellos que han perdido su camino. Por lo general, esta misión implica luchar contra demonios o seres humanos aliados demoníacos (principalmente el bufete de abogados Wolfram & Hart), mientras que Ángel también debe lidiar con su propia naturaleza violenta. En la quinta temporada, los socios mayores de Wolfram & Hart se arriesgan en su campaña para corromper a Ángel, dándole el control de su oficina en Los Ángeles. Ángel acepta el trato como una oportunidad para luchar contra el mal desde el interior.
Además de Boreanaz, Charisma Carpenter (Cordelia Chase) también formó parte de Buffy. Cuando Glenn Quinn (Doyle) abandonó la serie durante su primera temporada, Alexis Denisof (Wesley Wyndam-Pryce), quien interpretó a un personaje recurrente en los últimos nueve episodios de la tercera temporada de Buffy, tomó su lugar. Carpenter y Denisof fueron seguidos más tarde por Mercedes McNab (Harmony Kendall) y James Marsters (Spike). Varios actores y actrices que actuaron en Buffy hicieron apariciones en Angel, incluyendo a Seth Green (Daniel «Oz» Osbourne), Sarah Michelle Gellar (Buffy Summers), Eliza Dushku (Faith), Tom Lenk (Andrew Wells), Alyson Hannigan (Willow Rosenberg), Julie Benz (Darla), Mark Metcalf (The Master), Julia Lee (Anne Steele) y Juliet Landau (Drusilla). Ángel también siguió apareciendo de vez en cuando en Buffy.
La trama se ha continuado en la serie de cómics Angel: After the Fall publicada por IDW Publishing y luego Angel and Faith publicada por Dark Horse Comics.

### Universo expandido
Fuera de la serie de televisión, el Buffyverso ha sido oficialmente ampliado y elaborado por autores y artistas en el llamado «Universo Expandido del Buffyverso». Los creadores de estas obras pueden o no mantener una continuidad establecida. De manera similar, los guionistas de la serie de televisión no tenían la obligación de utilizar la información establecida por el Universo Expandido, y en ocasiones contradecían esa continuidad.
Dark Horse ha publicado los cómics de Buffy desde 1998. En 2003, Whedon escribió una miniserie de ocho números para Dark Horse Comics titulada Fray, sobre una Cazadora en el futuro. Tras la publicación de Tales of the Vampires en 2004, Dark Horse Comics detuvo la publicación de cómics y novelas gráficas relacionadas con Buffyverse. La compañía produjo Buffy the Vampire Slayer Season Eight con cuarenta ediciones desde marzo de 2007 hasta enero de 2011, retomando el lugar donde se detuvo el programa de televisión, tomando el lugar de una octava temporada canónica. El primer arco de la historia también está escrito por Whedon, y se llama «The Long Way Home» que ha tenido una gran acogida, con la circulación que rivaliza con los líderes de la industria de los títulos más vendidos de DC y Marvel. También después de «The Long Way Home» surgieron otros arcos de historias como el regreso de Faith en «No Future for You» y un cruce de Fray en «Time of Your Life». Dark Horse luego siguió Buffy the Vampire Slayer Season Nine, a partir de 2011, y Buffy the Vampire Slayer Season Ten, que comenzó en 2014.
Pocket Books tienen la licencia para producir novelas de Buffy, de las cuales han publicado más de sesenta desde 1998. Estas a veces completan información de antecedentes sobre los personajes; por ejemplo, Go Ask Malice detalla los eventos que llevaron a la llegada de Faith a Sunnydale. Las novelas más recientes incluyen Carnival of Souls, Blackout, Portal Through Time, Bad Bargain, y The Deathless.
Se han lanzado cinco videojuegos oficiales de Buffy en consolas portátiles y domésticas. En particular, Buffy the Vampire Slayer para Xbox en 2002 y Chaos Bleeds para GameCube, Xbox y PlayStation 2 en 2003.

### Spin-offs sin desarrollar
La popularidad de Buffy y Angel ha llevado a los intentos de desarrollar más proyectos en la pantalla en la ficción del 'Buffyverso'. Estos proyectos permanecen sin desarrollar y pueden nunca recibir luz verde. En 2002, se discutieron dos posibles spin-offs: Buffy: The Animated Series y Ripper. Buffy: The Animated Series fue una serie de televisión animado propuesto basado en Buffy; Whedon y Jeph Loeb iban a ser productores ejecutivos, y la mayoría de los actores de Buffy debían regresar para dar voz a sus personajes. 20th Century Fox mostró interés en desarrollar y vender la serie a otra cadena. Un piloto de tres minutos se completó en 2004, pero nunca fue recogido. Whedon reveló a The Hollywood Reporter: «Simplemente no pudimos encontrar un hogar para ello. Teníamos seis o siete guiones hilarantes de nuestro propio personal – y nadie lo quería». Ni el piloto ni los guiones se han visto fuera de la industria del entretenimiento, aunque la guionista Jane Espenson ha revelado pequeños avances de algunos de sus guiones de la serie.
Ripper fue originalmente una serie de televisión basado en el personaje de Rupert Giles interpretado por Anthony Stewart Head. Información más reciente ha sugerido que si Ripper se hiciera alguna vez, sería una película para televisión o una película en DVD. Poco se supo de la serie hasta 2007, cuando Joss Whedon confirmó que las conversaciones casi se completaron para un especial de 90 minutos de Ripper en BBC con Head y BBC completamente a bordo.
En 2003, un año después de las primeras discusiones públicas sobre Buffy: The Animated Series y Ripper, Buffy estaba llegando a su fin. Espenson dijo que durante este tiempo se discutieron los efectos secundarios, «Creo que Marti habló con Joss sobre Slayer School y Tim Minear habló con él sobre Faith en una motocicleta. Supongo que hubo algunas ideas de ida y vuelta». Espenson ha revelado que Slayer School podría haber usado nuevas cazadoras y potencialmente incluir a Willow Rosenberg, pero Whedon no creía que tal spinoff se sintiera bien.

## Recepción

### Impacto cultural

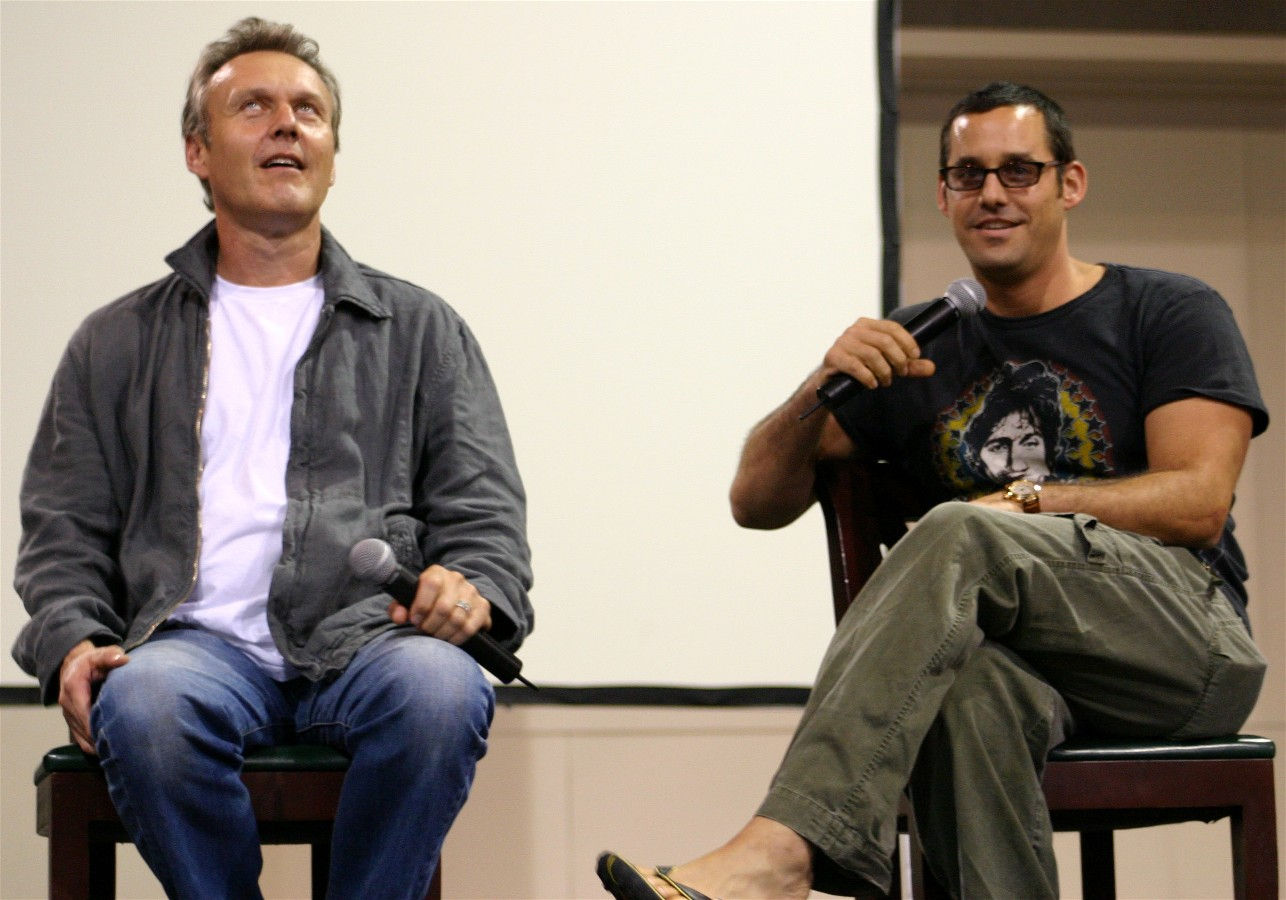
Anthony Stewart Head y Nicholas Brendon en la convención de fanáticos de Oakland Super SlayerCon.

#### Académicos
Buffy es notable por atraer el interés de los estudiosos de la cultura popular y algunos entornos académicos incluyen la serie como un tema de estudio y análisis literario. National Public Radio describe que Buffy tiene un «especial seguimiento entre los académicos, algunos de los cuales han presentado un reclamo en lo que llaman 'Estudios de Buffy'». Aunque no está ampliamente reconocido como una disciplina distinta, el término «Estudios de Buffy» se usa comúnmente entre los escritos académicos relacionados con Buffy revisados por pares. La influencia de Buffy en la descripción de vampiros a través de la cultura popular también ha sido notada por antropólogos como A. Asbjørn Jøn.  El investigador de medios populares Rob Cover argumentó que Buffy y Ángel hablan de las actitudes contemporáneas hacia la identidad, la inclusión y la diversidad, y que criticar las historias narrativas de los personajes permite comprender la complejidad de la identidad en la era actual y el panorama de las problemáticas sociales en el que se realizan esas identidades.
Los críticos han emergido en respuesta a la atención académica que la serie ha recibido. Por ejemplo, Jes Battis, quien fue el autor de Blood Relations in Buffy and Angel, admite que el estudio de Buffyverso «invoca una incómoda combinación de entusiasmo e ira» y se enfrenta a «una cierta cantidad de desdén desde los pasillos de la academia». No obstante, Buffy finalmente condujo a la publicación de una veintena de libros y cientos de artículos que examinan los temas de la serie desde una amplia gama de perspectivas disciplinarias, incluyendo la sociología, la comunicación del habla, la psicología, la filosofía, y los estudios de la mujer. En un estudio realizado en 2012 por Slate, Buffy the Vampire Slayer fue nombrado el trabajo de la cultura pop más estudiado por académicos, con más de 200 artículos, ensayos y libros dedicados a la serie.
La Asociación de Estudios de Whedon produce la revista académica en línea Slayage y patrocina una conferencia académica bienal sobre los trabajos de Whedon. La sexta «Biennial Slayage Conference», titulada «Much Ado About Whedon», se celebró en California State University-Sacramento a fines de junio de 2014.

#### Fandom y películas de fanes
La popularidad de Buffy ha conducido a sitios web, foros de discusión en línea, trabajos de fan fiction y varias producciones no oficiales hechas por fanáticos. Desde el final de la serie, Whedon ha declarado que su intención era producir una serie de televisión de «culto» y ha reconocido una «base de fanáticos rabiosa, casi demente» que la serie ha creado. En 2017, el vigésimo aniversario de la serie atrajo a más guionistas para crear sus propias aventuras de los personajes de la serie.

#### Buffyen la cultura popular
La serie, que empleaba referencias de la cultura pop como un dispositivo humorístico frecuente, se ha convertido en una referencia frecuente de la cultura pop en videojuegos, cómics y programas de televisión, y ha sido frecuentemente parodiada y burlada. Sarah Michelle Gellar ha participado en varios sketches parodia, incluido un sketch de Saturday Night Live en el que la Cazadora se reubica en el universo de Seinfeld, y agrega su voz a un episodio de Robot Chicken que parodió una posible octava temporada de Buffy.
«Buffy» fue el nombre en clave utilizado para un teléfono celular HTC que se integraba en Facebook.
En marzo de 2017, en honor al 20 aniversario de Buffy the Vampire Slayer, Entertainment Weekly reunió a Joss Whedon y al elenco completo para su primera entrevista conjunta y sesión fotográfica en más de una década.

#### Audiencia televisiva estadounidense
| Temporada | Temporada | Episodios | Emisión original         | Emisión original    | Cadena | Temporada televisiva | Nielsen ratings (incluyendo repeticiones) | Nielsen ratings (incluyendo repeticiones) | Nielsen ratings (incluyendo repeticiones) |
| Temporada | Temporada | Episodios | Inicio                   | Final               | Cadena | Temporada televisiva | Rango                                     | Audiencia (en millones)                   | Rango de la cadena                        |
| --------- | --------- | --------- | ------------------------ | ------------------- | ------ | -------------------- | ----------------------------------------- | ----------------------------------------- | ----------------------------------------- |
|           | 1         | 12        | 10 de marzo de 1997      | 2 de junio de 1997  | The WB | 1997                 | #144                                      | 3.7                                       | #6                                        |
|           | 2         | 22        | 15 de septiembre de 1997 | 19 de mayo de 1998  | The WB | 1998                 | #133                                      | 5.2                                       | #3                                        |
|           | 3         | 22        | 29 de septiembre de 1998 | 13 de julio de 1999 | The WB | 1998–99              | #133                                      | 5.3                                       | #2                                        |
|           | 4         | 22        | 5 de octubre de 1999     | 23 de mayo de 2000  | The WB | 1999–2000            | #120                                      | 5.1                                       | #3                                        |
|           | 5         | 22        | 26 de septiembre de 2000 | 22 de mayo de 2001  | The WB | 2000–01              | #120                                      | 4.6                                       | #3                                        |
|           | 6         | 22        | 2 de octubre de 2001     | 21 de mayo de 2002  | UPN    | 2001–02              | #124                                      | 4.3                                       | #3                                        |
|           | 7         | 22        | 24 de septiembre de 2002 | 20 de mayo de 2003  | UPN    | 2002–03              | #140                                      | 3.9                                       | #4                                        |

### Impacto en la televisión
Comentaristas de la industria del entretenimiento incluyendo The Village Voice, PopMatters, Allmovie, The Hollywood Reporter, The Washington Post han citado a Buffy como «influyente». Algunos lo citan como el ascenso de la televisión en la edad de oro. Stephanie Zacharek de Village Voice, escribió «Si realmente estamos en una época dorada de la televisión, Buffy the Vampire Slayer era un presagio». Robert Moore de Popmatters también expresó estos sentimientos al escribir «La televisión no era arte antes Buffy, pero lo fue después», sugiriendo que era responsable de re-popularizar los arcos de historias largas en la televisión en horario estelar.
Su efecto en la programación fue rápidamente evidente. En 2003, entraron en producción varias series nuevas en los Estados Unidos que presentaban mujeres fuertes que se ven obligadas a aceptar el poder o el destino sobrenaturales mientras intentan mantener una vida normal. Estas series posteriores a Buffy incluyen Dead Like Me, Joan of Arcadia, Tru Calling, Veronica Mars y Teen Wolf. Bryan Fuller, el creador de Dead Like Me, dijo que «Buffy demostró que las mujeres jóvenes podían estar en situaciones fantásticas y fáciles de relacionar, y en lugar de desviar a las mujeres hacia un lado, eso las pone en el centro». En el Reino Unido, las lecciones aprendidas del impacto de Buffy influyó reavivació de la serie Doctor Who (2005–presente), y el productor ejecutivo Russell T Davies ha dicho:

Buffy the Vampire Slayer mostró a todo el mundo, ya toda una industria en expansión, que escribir monstruos y demonios y el fin del mundo no es un trabajo de hackeo, puede desafiar a los mejores. Joss Whedon elevó el obstáculo para todos los guionistas—no solo guionistas de género / de buena posición, sino todos y cada uno de nosotros.

Además de influir en Doctor Who, Buffy influyó en su serie spin off Torchwood.
Varios guionistas de Buffy han escrito o creado para otras series. Tales esfuerzos incluyen Tru Calling (Douglas Petrie, Jane Espenson y la actriz Eliza Dushku), Wonderfalls (Tim Minear), Point Pleasant (Marti Noxon), Jake 2.0 (David Greenwalt), The Inside (Tim Minear), Smallville (Steven S. DeKnight), Once Upon a Time (Jane Espenson), y Lost (Drew Goddard y David Fury).
Mientras tanto, el Parents Television Council se quejó de los esfuerzos para «inundar a sus jóvenes espectadores con temas adultos». Sin embargo, la Federal Communications Commission (FCC), sin embargo, rechazó la indecente queja del Consejo sobre la violenta escena de sexo entre Buffy y Spike en «Smashed». La BBC, sin embargo, optó por censurar algunos de los contenidos sexuales más controvertidos cuando se mostró en la ranura de las 6:45 p. m. antes del contenido no apto para todo público.